# Брудершафт
Пиенето на брудершафт (на немски: Brüderschaft – братство) е обичай, срещан в някои страни, израз на заздравяване или утвърждаване на другарството между двама души. Понякога се разглежда и като предхождащ преминаването към говорене на „ти“. Ритуалът се състои в това двама души, кръстосали си ръцете през лактите и гледащи се един друг в очите да отпият глътка от питието. Понякога след това участниците се целуват.
Ритуалът произхожда от средновековна Европа, където практикуването му се е считало за израз на добри намерения от страна на сътрапезниците.
Изразът „Ние с вас не сме пили брудершафт“ е разговорен израз в някои езици, с който един от събеседниците показва, че смята насочената към него реч за невъздържана, нахална, на границата на оскърбителната, и приканва събеседника си да премине в по-учтива форма.

## Брудершафт в литературата
За брудершафта се споменава в романа „Младост“ на Лев Толстой, разказа „Художник“ на Всеволод Гаршин. За ритуала говори и котаракът Бегемот от романа „Майстора и Маргарита“ на Михаил Булгаков:
| „ | — Това май надминава всичко, което ми разказа Иван! – съвсем потресен, той се озърташе и най-сетне каза на котарака – Извинете… но ти ли си… вие ли сте… – той се обърка, не знаеше как да се обръща към котарака, на „ти“ или на „вие“, – вие ли сте същият онзи котарак, който се вози в трамвая? — Аз – потвърди поласкан котаракът и добави: – Приятно ми е да чуя, че сте толкова учтив с един котарак. На котараците, кой знае защо, обикновено им говорят на „ти“, въпреки че нито един котарак никога и с никого не е бил пил брудершафт. | “ |